# SK-105胸甲騎兵式輕型坦克
SK-105“胸甲騎兵”（德語：SK-105 Kürassier）是一款在搖擺炮塔上安裝105mm火炮的奧地利輕型坦克。這種坦克一共生產了600輛。

## 歷史

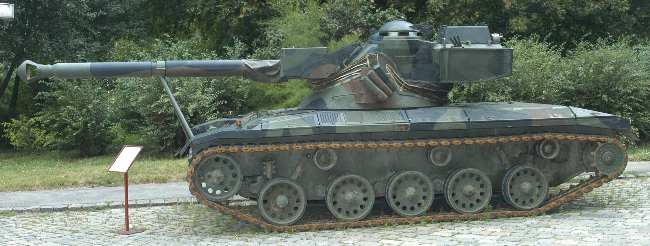
SK-105

SK-105是由奧地利紹勒爾工廠（後改組施泰爾-戴姆勒-普赫，現已解體）為滿足奧地利軍方對於移動反坦克載具的要求而研發的輕型坦克。第一輛原型車在1967年完成，而第一輛量產型的SK-105則在1971年交付使用。
雖然奧地利軍方認為SK-105是驅逐戰車，但事實上SK-105應該稱作輕型坦克更為恰當。

## 性能
SK-105使用改進型的4K4FA裝甲運兵車的底盤和AMX-13坦克裝備由法國法孚公司開發的FL-12搖擺式炮塔。前裝甲為了保護乘員有抵禦20公厘中口徑機槍彈的厚度，而其它區域僅能抵擋小口徑子彈。（不過部分出口型安裝了附加裝甲）其炮塔由兩部分組成，下半部分控制炮塔的轉動，而炮管會隨著上半部分的擺動而一同擺動。其主炮是一門安裝有自動裝彈機的105mm線膛炮，其射速可以達到12發/分鐘，但SK-105缺少射擊穩定系統，若要精準射擊只能在靜態狀態下開炮；至A3型，主砲換裝為M68戰車炮。輔助武器是1挺7.62公厘同軸機槍，車頂可以再裝設1挺防空機槍，有些國家裝備12.7公厘、有些則是7.62公厘，非固定武備。SK-105安裝有兩組6發煙霧彈發射器。
SK-105的車組只有3人，駕駛艙位在車輛左前方，駕駛向外視野由3具觀測窗提供，戰鬥室則只有車長和炮手，車長坐左側、炮手坐右側。車長對外視野則是靠7具潛望鏡提供，另外配備有6倍放大功能的紅外線夜視鏡。主炮瞄準靠炮塔頂端裝設的CILAS TCV 29雷射測距儀，工作距離400-9,995公尺，夜視光源則由XSW-30-U白光／紅外線探照燈提供，探照燈功率950瓦。

## 型號/衍生型號
- SK-105 A1：可以發射新型穿甲弹。該型號最大的特點是改進了火控系統和自動裝彈機。
- SK-105 A2：在SK-105 A1的基礎上做了一系列改良，換裝以色列ELBIT公司製數位化火控系統、夜視設備改為熱影像儀，改良全自動裝彈機與自動變速箱。
- SK-105 A3：安裝美國M68105毫米線膛砲（英國L7戰車炮的授權生產型），同時防護也有顯著提高，無使用客戶。
- 4K7FA SB-20“格雷夫”裝甲救濟車
- 4HK7FA“先鋒”裝甲工程車
- 4KH7FA-FA：SK-105教練車[2]，只是將炮塔拆除的版本，其餘與SK-105雷同，所有SK-105都可以在2小時內完成拆卸炮塔的改裝。

## 其它衍生型
阿根廷在2000年代早期研發的VC Patagón輕型坦克，即使用了SK-105的底盤和從AMX-13拆下翻修換裝105公厘戰車炮的FL-12搖擺式炮塔。其原型車在2005年11月完成。原本計畫生產39輛，平均每輛造價2340萬美元。但是計畫在2008年取消，含原型車僅完成5輛。

## 用戶
- 阿根廷118輛
- 奥地利286輛
- 玻利维亚54輛
- 52輛
- 巴西17輛A2、1輛格雷夫
- 摩洛哥120輛
- 撒拉威阿拉伯民主共和國4-12輛
- 突尼西亞55-80輛[6]

## 腳註/來源
1. ↑  . Jane's Information Group. 2008  [10 September 2011]. （原始内容存档于2014-06-27）.
2. 1 2 3 4  .   [2014-02-05]. （原始内容存档于2014-02-22）.
3. ↑  .   [2014-02-05]. （原始内容存档于2014-02-01）.
4. ↑  .   [2014-02-05]. （原始内容存档于2006-03-23）.
5. ↑  .   [2014-02-05]. （原始内容存档于2014-11-13）.
6. ↑  .   [2014-02-05]. （原始内容存档于2014-02-02）.

## 外部連結
- Technical data sheet and pictures SK-105 from ArmyRecognition.com（页面存档备份，存于）
- Steyr-Daimler-Puch Spezialfahrzeug GmbH, manufacturer of the SK-105 Kurassier

| 论 编 | 二戰後歐洲裝甲戰鬥車輛 |